# Aleksandar Kopunović
Aleksandar Kopunović (Subotica, 29. veljače 1976.) bivši je srbijanski nogometaš koji je igrao na položaju napadača. Rodom je Hrvat.[nedostaje izvor]
Rođen je u Subotici 1976.
Visine je 187 cm.
Nogomet je počeo trenirati u NK "Spartaku". 1999./00. je za Spartaka postigao 2 gola. Iz Spartaka odlazi u Sloveniju, gdje je našao angažman u NK "Muri". Potom je otišao igrati u Hrvatsku, u "Kamenu" iz Velike, u kojem je igrao u sezoni 2001./02., 2002./03., 2003./04. i 2004./05. 2006./07. se vraća u Vojvodinu, gdje nastupa za prvoligaša "Mladost" iz Apatina.
Nakon ljeta je odigrao 2005. je polusezonu igrao u Kini, u prvoligašu "Guang Zhou"u.
U karijeri je imao težu ozljedu skočnog zgloba, u drugoj polovici 2004.